# John Jeffrey
John Jeffrey (Scottish Borders, 25 de marzo de 1959) es un exjugador británico de rugby que se desempeñaba como ala. Actualmente es miembro del comité de la World Rugby y ejerce como director de árbitros.
Jeffrey fue un ala excepcional; seguro tackleador y de agresivo juego, por lo que lo apodaban gran tiburón blanco además de su clara piel. Jugó para el XV del Cardo y fue convocado a los British and Irish Lions para la gira a Australia 1989.

## Selección nacional
Debutó en el equipo nacional de su país en Murrayfield ante los Wallabies el 8 de diciembre de 1984. Formó parte también de Escocia Sevens con la que disputó el torneo Seven de Hong Kong de 1990; al quedar eliminada Escocia fue llamado a jugar por Gales Sevens, selección que contaba con varios jugadores lesionados.
Se retiró de ella ante los All Blacks en el partido por el tercer y cuarto puesto del Mundial de Inglaterra 1991.

### Participaciones en Copas del Mundo
Disputó la Copa del Mundo de Rugby de Nueva Zelanda 1987 perdiendo en cuartos de final con los eventuales campeones: los All Blacks. Cuatro años más tarde jugó su último mundial en Inglaterra 1991, contribuyó en la mejor actuación de Escocia en un mundial: ganaron su grupo cómodamente con victorias frente a Japón 47-9, Zimbabue 51-12 e Irlanda 24-15. En cuartos de final ganaron 28-6 a Samoa, perdieron en semifinales en un parejo partido, ante el afintrión; el XV de la rosa por 13-9 y luego siendo vencidos contra Nueva Zelanda por el tercer puesto.
| Mundial                       | Sede          | Resultado        | PJ | Tries |
| ----------------------------- | ------------- | ---------------- | -- | ----- |
| Copa Mundial de Rugby de 1987 | Nueva Zelanda | Cuartos de final | 3  | 4     |
| Copa Mundial de Rugby de 1991 | Inglaterra    | Cuarto puesto    | 5  | 2     |

## Palmarés
- Campeón del Torneo de las Seis Naciones de 1990 con Grand Slam.